# Катрин Тейлър
Катрин Тейлър (на немски: Kathryn Taylor) е германска писателка на бестселъри в жанра любовен роман.

## Биография и творчество
Катрин Тейлър е родена в Германия. Започва да пише още от дете. Макар животът ѝ впоследствие да поема по други пътища тя продължава да преследва мечтата си да пише.
През 2012 г. е издаден първият ѝ роман „Entfesselt“ (Освободеност) от еротичната поредица „Цветовете на любовта“. Младата Грейс не се интересува от мъжете, но когато се среща с богатия и харизматичен Джонатан Хънтингтън по време на стаж в Лондон се събужда за желанията си. Романите от поредицата стават бестселъри в списъка на „Шпигел“ и я прави известна.
Първият ѝ роман „Наследството“ от поредицата „Имението Дарингам“ е публикуван през 2015 г. Баронетът Ралф Камдън от ата фамилия Камдън в имението Дарингам, в живописната Източна Англия, получава писмо от американския бизнесмен Бен Стърлинг, в което той му съобщава, че е негов син от краткотрайния му брак с Джейн Стърлинг, и предявява претенции към наследството на фамилията. Но по пъта към Англия Бен губи паметта си.

## Произведения

### Самостоятелни романи
- Mission Mistelzweig (2016)
- Wildblumensommer (2017)
- Wo mein herz dich findet (2018)

### Серия „Цветовете на любовта“ (Colours of Love)
1. Entfesselt (2012)
2. Entblößt (2013)
3. Verloren (2014)
4. Verführt (2014)

- Erlöst (2013)

### Серия „Имението Дарингам“ (Daringham Hall)
1. Das Erbe (2015)
Наследството, изд.: ИК „Хермес“, София (2017), прев. Емилия Драганова
2. Die Entscheidung (2015)
Решението, изд.: ИК „Хермес“, София (2017), прев. Емилия Драганова
3. Die Rückkehr (2015)
Завръщането, изд.: ИК „Хермес“, София (2017), прев. Емилия Драганова